# Еджмонт Тауншип (округ Делавер, Пенсільванія)
Еджмонт Тауншип (англ. Edgmont Township) — селище (англ. township) в США, в окрузі Делавер штату Пенсільванія. Населення — 4283 особи (2020).

## Демографія
Згідно з переписом 2010 року, у селищі мешкало 3987 осіб у 1655 домогосподарствах у складі 1069 родин. Було 1808 помешкань
Расовий склад населення:
| - 93,7 % — білих - 3,8 % — азіатів - 1,1 % — чорних або афроамериканців - 0,1 % — корінних американців |

До двох чи більше рас належало 1,1 %. Частка іспаномовних становила 0,9 % від усіх жителів.
За віковим діапазоном населення розподілялося таким чином: 20,1 % — особи молодші 18 років, 53,7 % — особи у віці 18—64 років, 26,2 % — особи у віці 65 років та старші. Медіана віку мешканця становила 50,6 року. На 100 осіб жіночої статі у селищі припадало 86,5 чоловіків;  на 100 жінок у віці від 18 років та старших — 84,5 чоловіків також старших 18 років.
Середній дохід на одне домашнє господарство  становив 177 312 долари США (медіана — 112 143), а середній дохід на одну сім'ю — 235 145 доларів (медіана — 143 103). Медіана доходів становила 81 000 доларів для чоловіків та 72 344 долари для жінок. За межею бідності перебувало 1,2 % осіб, у тому числі 0,0 % дітей у віці до 18 років та 4,1 % осіб у віці 65 років та старших.
Цивільне працевлаштоване населення становило 1901 особа. Основні галузі зайнятості: освіта, охорона здоров'я та соціальна допомога — 22,8 %, науковці, спеціалісти, менеджери — 20,8 %, роздрібна торгівля — 11,9 %, фінанси, страхування та нерухомість — 10,0 %.